# Adanero
Adanero est une commune d'Espagne de la province d'Ávila dans la communauté autonome de Castille-et-León.

## Administration
| Période                                  | Période | Identité                 | Étiquette | Qualité |
| ---------------------------------------- | ------- | ------------------------ | --------- | ------- |
| 2007                                     | 2013    | Manuel Maroto Torrecilla | PSOE      |         |
| Les données manquantes sont à compléter. |         |                          |           |         |

## Personnalités liées
- Manuel Basulto Jiménez (1869-1936), evêque espagnol